# Gustavo Aliaga
Gustavo Romario Aliaga (Perú, 4 de febrero de 1991) es un futbolista peruano. Juega de volante ofensivo y su equipo actual es Tucos FC de la Copa Perú.

## Trayectoria
Debutó el 10 de noviembre, en el empate 0-0 de Juan Aurich en Trujillo. Marcó su primer gol el 15 de mayo de 2011 ante Inti Gas Deportes.

## Clubes
| Club                       | País | Año       |
| -------------------------- | ---- | --------- |
| Juan Aurich                | Perú | 2010-2011 |
| UTC                        | Perú | 2012      |
| Willy Serrato              | Perú | 2013-2015 |
| Ayacucho FC                | Perú | 2015      |
| Juan Aurich Pastor         | Perú | 2017      |
| Carlos Stein               | Perú | 2018      |
| Asociación Deportiva Tarma | Perú | 2019      |
| Carlos Stein               | Perú | 2020      |
| Deportivo Coopsol          | Perú | 2021      |
| Tucos FC                   | Perú | 2022      |
| Juan Pablo ll              | Perú | 2023      |

## Palmarés

### Campeonatos nacionales
| Título                     | Club        | País | Año  |
| -------------------------- | ----------- | ---- | ---- |
| Campeonato Descentralizado | Juan Aurich | Perú | 2011 |
| Copa Perú                  | UTC         | Perú | 2012 |